# Sentraal-Karoo
District Sentraal-Karoo (Afrikaans: Sentraal-Karoo Distriksmunisipaliteit, Xhosa: uMaspala weSithili soMntla Wentlango, Engels: Central Karoo District Municipality) is een district in Zuid-Afrika.
Sentraal-Karoo ligt in de provincie West-Kaap en telt 71.011 inwoners.

## Gemeenten in het district[4]
- Beaufort-Wes
- Laingsburg
- Prins Albert